# Podpięść: Wariackie Halloween
Podpięść: Wariackie Halloween (ang. Underfist: Halloween Bash, skrótowo Underfist; 2008) – amerykański film animowany, w którym pojawiają się bohaterowie seriali znanych z Cartoon Network, głównie z serialu „Mroczne przygody Billy’ego i Mandy”. Film stanowi również odcinek specjalny Mrocznych przygód oraz pilotażowy dla niezrealizowanego spin-offu tego serialu.
Premiera filmu w Polsce odbyła się podczas halloweenowego maratonu, 31 października 2008 roku na kanale Cartoon Network.

## Fabuła
W halloweenową noc, Billy, Mandy, Irwin i Ponury, zbierają tradycyjnie cukierki. Gdy im to nie wychodzi, każdy postanawia się rozdzielić. Irwin jednak kontynuuje swoją działalność. Odwiedza Hossa Delgado, ten go tak nastraszył, że Irwin postanowił dać mu spokój. Podczas tego Fred Fredburger i Jeff Pająk zabawiają się w ogrodzie. Irwin po przygodzie z Hossem spotyka Mindy i odwiedzają kolejny straszny dom. Chłopiec chcąc popisać się przed dziewczyną podszedł sam. Gdy wcisnął przycisk dzwonka, dom wybuchnął i otworzył się portal. Z niego wyszedł mały piankowy królik. Zarządził atak słodyczy na ludzi. Do walki z cukierkami stanął Hoss Delgado i Szrama. Gdy zyskali przewagę piankowy zając – BunBun, porwał Mindy. Irwin szybko pobiegł do Hossa, Szramy, Freda i Jeffa, prosząc ich o pomoc. Oni zgodzili się i ruszyli do krainy cukierków. Chłopiec wraz z Hossem ruszyli na ratunek Mindy, reszta drużyny została w pojeździe. Fred Fredburger wymyślił dla drużyny nazwę – „Podpięść”, a Jeff utkał dla wszystkich ubrania. W tym czasie, Hoss dał się złapać w niewolę, a Irwin miał przejść na stronę zła. Mindy okazała się złą wiedźmą, a Delgado miał się utopić w gorącym napoju. Było to kakao. Chłopiec towarzyszący mężczyźnie uratował go od śmierci zmieniając się w mumio-nietoperza. Pokonali oddziały cukierków i uratowali wcześniej złapaną panią prezydent. Ona wymyśliła plan ostatecznej zagłady sił zła. Z początku wszystko szło pomyślnie, jednak później pojawiły się problemy. Ostatecznie jednak udało się pokonać cukierki.

## Postacie

### Bohaterowie
- Billy
- Mandy
- Ponury
- Irwin
- Hoss Delgado
- Jeff Pająk
- Fred Fredburger
- Generał Szrama

### Złoczyńcy
- BunBun – piankowy zając. Jest mały.
- Mindy
- Cukierkowe oddziały

### Pozostali
- Harold
- Mama Hossa
- Drakula
- Nergal

## Obsada
- Vanessa Marshall – Irwin
- Armin Shimmerman – Generał Szrama, Cukierkowy Szkielet, szczur
- Maxwell Atoms – Jeff Pająk
- Diedrich Bader – Hoss Delgado
- C. H. Greenblatt – Fred Fredburger
- Dave Wittenberg – Bun Bun
- Rachael MacFarlane – Mindy
- Grey DeLisle – Mandy, Ciotka Sis
- Greg Eagles – Ponury, Sperg, Czekoladowy Baton, Dynia
- Richard Steven Horvitz – Billy, Harold
- Phil LaMarr – Drakula, Bougersnatch
- Martin Jarvis – Nergal

## Wersja polska
Opracowanie i udźwiękowienie wersji polskiej: Studio Sonica

Reżyseria: Jerzy Dominik

Dialogi polskie: Agnieszka Kudelska

Dźwięk i montaż: Maciej Sapiński

Wystąpili:
- Agata Gawrońska – Irwin
- Anna Apostolakis-Gluzińska –
  - Mindy,
  - Mama Hossa
- Jarosław Boberek –
  - Jeff,
  - Fred Fredburger
- Miłogost Reczek – Hoss Delgado
- Wojciech Paszkowski –
  - Generał Szrama,
  - Nergal
- Beata Łuczak – Mandy
- Leszek Zduń – Billy
- Jan Kulczycki – Ponury

oraz
- Grzegorz Drojewski – Piankowy Zając – BunBun
- Mieczysław Morański – Drakula
- Mirosław Guzowski – Charlis – Czekoladowy Baton #2
- Cezary Nowak –
  - Perkins – Czekoladowy Baton #1,
  - Harold – Tata Billy’ego

Teksty piosenek: Marek Krejzler

Śpiewali: Anna Apostolakis-Gluzińska, Jarosław Boberek i Modest Ruciński

## Produkcja
Maxwell Atoms rozpoczął prace nad Podpięścią krótko po zakończeniu Mrocznych przygód Billy’ego i Mandy. Produkcja została ukończona na kilka miesięcy przed porą emisji; ponieważ był to odcinek halloweenowy, jego nadawanie nastąpiło dopiero w październiku. Cartoon Network nie płaciło stałej ekipie produkcyjnej za pojedynczy film, dlatego większość prac była wykonywana przez niezależnych animatorów lub samego Atomsa. Ponadto nad animacją pracowała inna załoga ze studia Digital eMation.
Plany realizacji spin-offu nie doszły do skutku, ponieważ ówczesny prezes Cartoon Network – Stuart Snyder – stawiał na nowe pomysły, w tym live action. Decyzja ta doprowadziła do odejścia współpracujących od dawna ze stacją twórców, takich jak Atoms, Mr. Warburton i Craig McCracken. W 2021 roku Atoms opublikował na swoim mikroblogu na platformie Tumblr, iż jego decyzja o odejściu ze stacji nie była dobrowolna – został on zwolniony przez Michaela Ouweleena za „zrujnowanie marki Cartoon Network” swoim szokującym poczuciem humoru.

## Odbiór
Podpięść przez pierwszy tydzień po premierze utrzymywała się na pierwszym miejscu w ratingach oglądalności oraz otrzymała nominację do nagrody Annie w kategorii Najlepsza animowana produkcja telewizyjna dla dzieci. Andy Suriano, projektant postaci, zdobył nagrodę Primetime Emmy w kategorii Wybitne indywidualne osiągnięcie w animacji na 61. ceremonii wręczenia nagród Emmy w 2009 roku. Jacob Paschal z portalu Toon Zone ocenił film negatywnie, stwierdzając „ogółem, Podpięść jest typowym corocznym halloweenowym filmem, powstałym aby zapchać pasmo nadawcze i wzbudzić zainteresowanie młodzieży na czymś innym niż cukierki. Może to wystarczy.”.

## Nawiązania
- W jednej ze scen Billy ma na sobie fartuch naukowca podobny do tego, który nosi Dexter.
- W filmie „Podpięść: Wariackie Halloween” podczas parady Halloween gdy jedzie festiwalowa dynia w jednym jej oku było widać Chowdera głównego bohatera kreskówki o tej samej nazwie.
- W jednej ze scen Generał Szrama jest ubrany jak Freddy Kruger z kultowego horroru „Koszmar z ulicy Wiązów”.